# LC-34
LC-34 (англ. Air Force Station Launch Complex 34) — стартовый комплекс, расположенный на территории базы ВВС США на мысе Канаверал в штате Флорида. Площадка LC-34 использовалась НАСА для запуска ракет-носителей Сатурн-1 и Сатурн-1Б в период с 1961 по 1968 год, в рамках программы Аполлон 27 января 1967 года во время наземных испытаний Аполлон-1 на стартовом комплексе произошёл пожар, в огне погибли астронавты В. Гриссом, Э. Уайт и Р. Чаффи.

## История запусков
| Дата пуска                    | Ракета-носитель | Полезная нагрузка | Примечания                                                                  |
| ----------------------------- | --------------- | ----------------- | --------------------------------------------------------------------------- |
| 27 октября, 1961              | Сатурн-1        | SA-1 (Аполлон)    | Первый испытательный старт ракеты-носителя Сатурн-1.                        |
| 25 Апреля, 1962               | Сатурн-1        | SA-2 (Аполлон)    | Проект «Хайуотер».                                                          |
| 16 Ноября, 1962               | Сатурн-1        | SA-3 (Аполлон)    | Проект «Хайуотер».                                                          |
| 28 Марта, 1963                | Сатурн-1        | SA-4 (Аполлон)    |                                                                             |
| 26 Февраля, 1966              | Сатурн-1Б       | AS-201            | 1-й полет корабля Аполлон                                                   |
| 25 Августа, 1966              | Сатурн-1Б       | AS-202            | Проверка теплозащитного экрана командного модуля Аполлон.                   |
| Планировался 27 Февраля, 1967 | Сатурн-1Б       | Аполлон-1         | Пожар 27 января 1967 года, гибель экипажа.                                  |
| 11 октября, 1968              | Сатурн-1Б       | Аполлон-7         | Первый пилотируемый полёт корабля Аполлон, последний старт с площадки LC-34 |

Для запусков РН Сатурн-1 и Сатурн-1Б также использовалась площадка SLC-37B.

## Современное состояние
После вывода из эксплуатации LC-34, наземные структуры сровняли с землей, оставив только стартовую площадку, она служит в качестве мемориала погибшего экипажа Аполлон-1.